# Jourdanton (Teksas)
Jourdanton je grad u američkoj saveznoj državi Teksas. Prema popisu stanovništva iz 2010. u njemu je živjelo 3.871 stanovnika.